# وپریکو
وپریکو (به چکی: Vepříkov) یک منطقهٔ مسکونی در جمهوری چک است که در Havlíčkův Brod District واقع شده‌است.

## خصوصیات
وپریکو ۱۱٫۴ کیلومترمربع مساحت و ۳۶۱ نفر جمعیت دارد و ۵۰۰ متر بالاتر از سطح دریا واقع شده‌است.

## نگارخانه

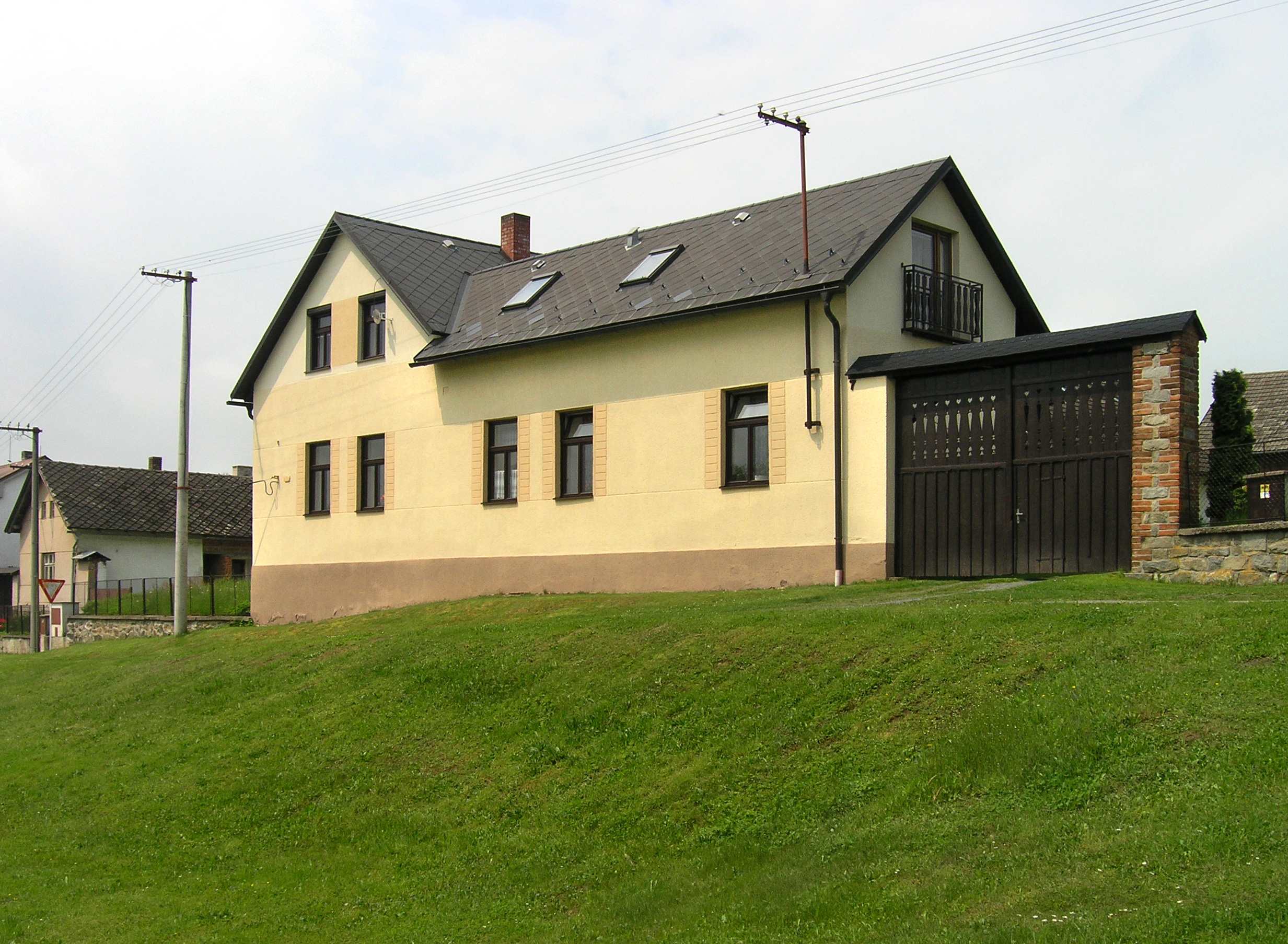
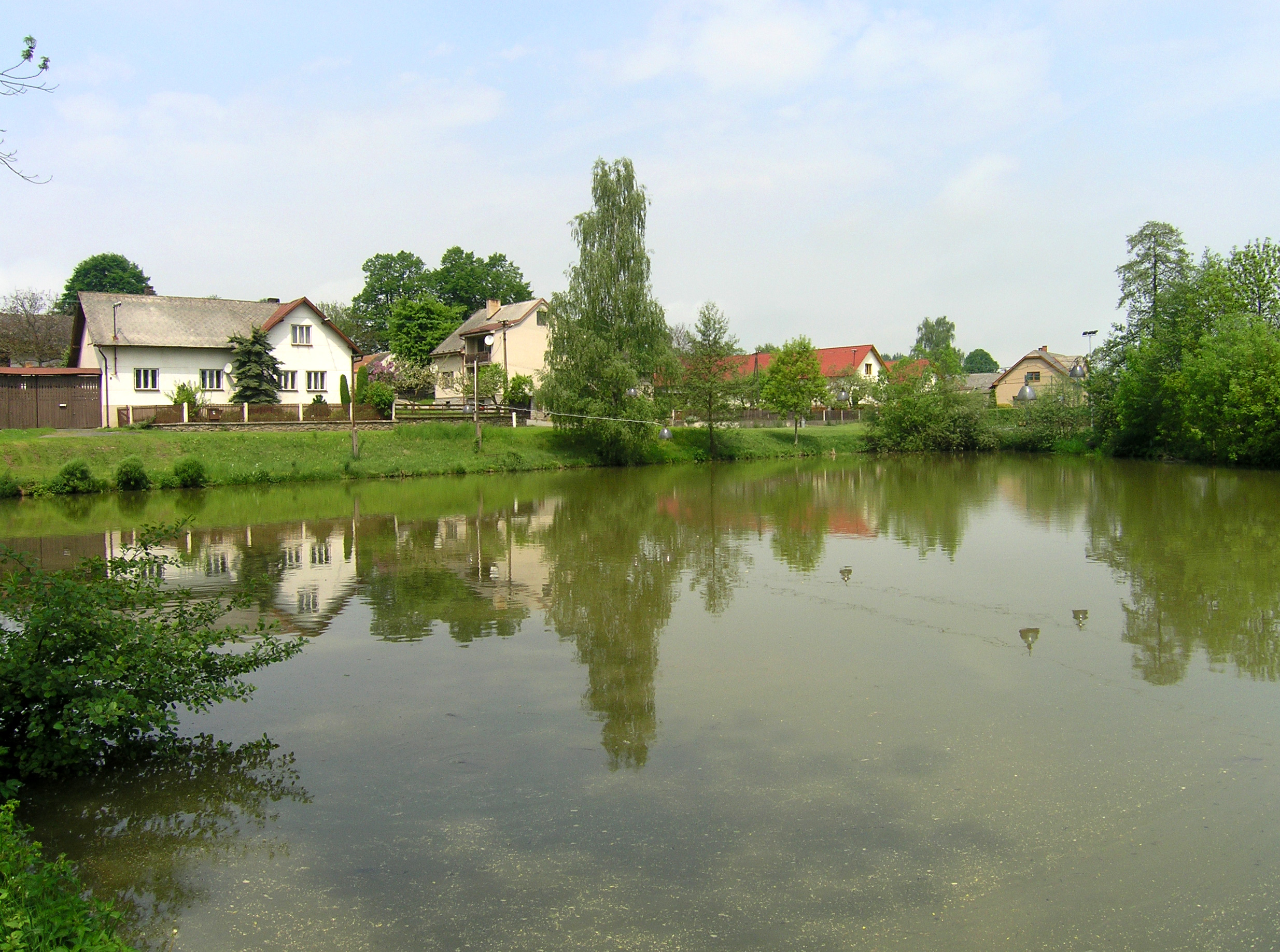